# 蘇珊·柯林斯 (政治人物)
蘇珊·瑪格麗特·柯林斯（英語：Susan Margaret Collins；1952年12月7日—）是美国一位共和黨籍的政治人物，自1997年起擔任緬因州聯邦參議員，是目前缅因州最资深的国会议员。

## 人物生平
柯林斯生於阿魯斯圖克縣卡里布，成年後畢業於聖勞倫斯大學。她的政治生涯始於1975年——擔任參議員威廉·科恩的助理，到1981年柯林斯成為參議院國土安全委員會政府監督管理小組的辦公室主任；1987年她被州長小約翰·R·麥克納任命為緬因州專業和金融監管專員。
1996年柯林斯首次當選為參議員，並連續在2002年、2008、2014年和2020年連任。迄今为止，柯林斯是参议院任职时间最长的共和党女性。

## 政治立場
她被称为國會最温和的共和党人之一，经常是参议院的关键一票，如2017年時任以總統特朗普嘗試廢除《患者保護與平價醫療法案》時，柯林斯與麗莎·穆爾科斯基，和約翰·麥肯一起挫敗了共和黨廢除法案的嘗試。在2021年2月13日的第二次唐納·川普彈劾案，她是七名支持彈劾案的共和黨參議員的其中一員。她也是唯一一位投票反对确认艾米·康尼·巴雷特进入最高法院的共和党人。
根據FiveThirtyEight的統計，柯林斯投票支持了67.2%的總統喬·拜登議程，在共和黨中最傾向支持民主黨議程的政治人物。

## 外部連結
- 蘇珊·柯林斯（页面存档备份，存于）參議院官方網站
- 蘇珊·柯林斯參議員競選網站 （页面存档备份，存于）
- Column archive（页面存档备份，存于） in the Bangor Daily News
- 中的“蘇珊·柯林斯 (政治人物)”
- C-SPAN內的頁面（英文）
- Background and collected news at The Washington Post
- 美國國會國家人物傳記大辭典中的傳記
- 由華盛頓郵報維護的投票記錄
- 智慧投票计划中的傳記、投票紀錄及利益集團評級
- Congressional profile at GovTrack
- Congressional profile at OpenCongress
- Issue positions and quotes at On the Issues
- Financial information at OpenSecrets.org
- Staff salaries, trips and personal finance at LegiStorm.com
- 聯邦選舉委員會中的競選財務報告和數據
- Appearances on C-SPAN programs
- 網路電影資料庫上的亮相頁面
- Collected news and commentary at The New York Times
- Works by or about 蘇珊·柯林斯 (政治人物) in libraries (WorldCat catalog)
- Profile at Ballotpedia

| 政党职务             | 政党职务                                                                         | 政党职务                 |
| -------------------- | -------------------------------------------------------------------------------- | ------------------------ |
| 前任者： 約翰·麥克納 | 緬因州州長共和黨被提名人 1994年                                                  | 繼任者： 詹姆斯·朗利     |
| 前任者： 威廉·科恩   | 美國參議員緬因州共和黨被提名人 （第2類） 1996年、2002年、 2008年、2014年、2020年 | 最新的                   |
| 美国参议院           |                                                                                  |                          |
| 前任者： 威廉·科恩   | 緬因州第2類參議員 1997年－ 與奧林匹亞·史諾 → 安格斯·金同時在任                   | 現任                     |
| 前任者： 喬·李伯曼   | 參議院國土安全委員會主席 2003年－2007年                                          | 繼任者： 喬·李伯曼       |
| 前任者： 喬·李伯曼   | 參議院國土安全委員會副主席 2007年－2015年                                        | 繼任者： 湯姆·卡波       |
| 前任者： 鮑伯·寇爾克 | 參議院老齡化委員會副主席 2013年－2015年                                          | 繼任者： 克蕾兒·麥卡斯基 |
| 前任者： 比爾·納爾遜 | 參議院老齡化委員會主席 2015年－2021年                                            | 繼任者： 鮑伯·凱西       |
| 前任者： 理查·謝爾比 | 参议院拨款委员会副主席 2023年—                                                   | 現任                     |
| 美國排位名單         |                                                                                  |                          |
| 前任者： 杰克·里德   | 美國參議員資歷 第7位                                                             | 繼任者： 查克·舒默       |